# Chó nghiệp vụ

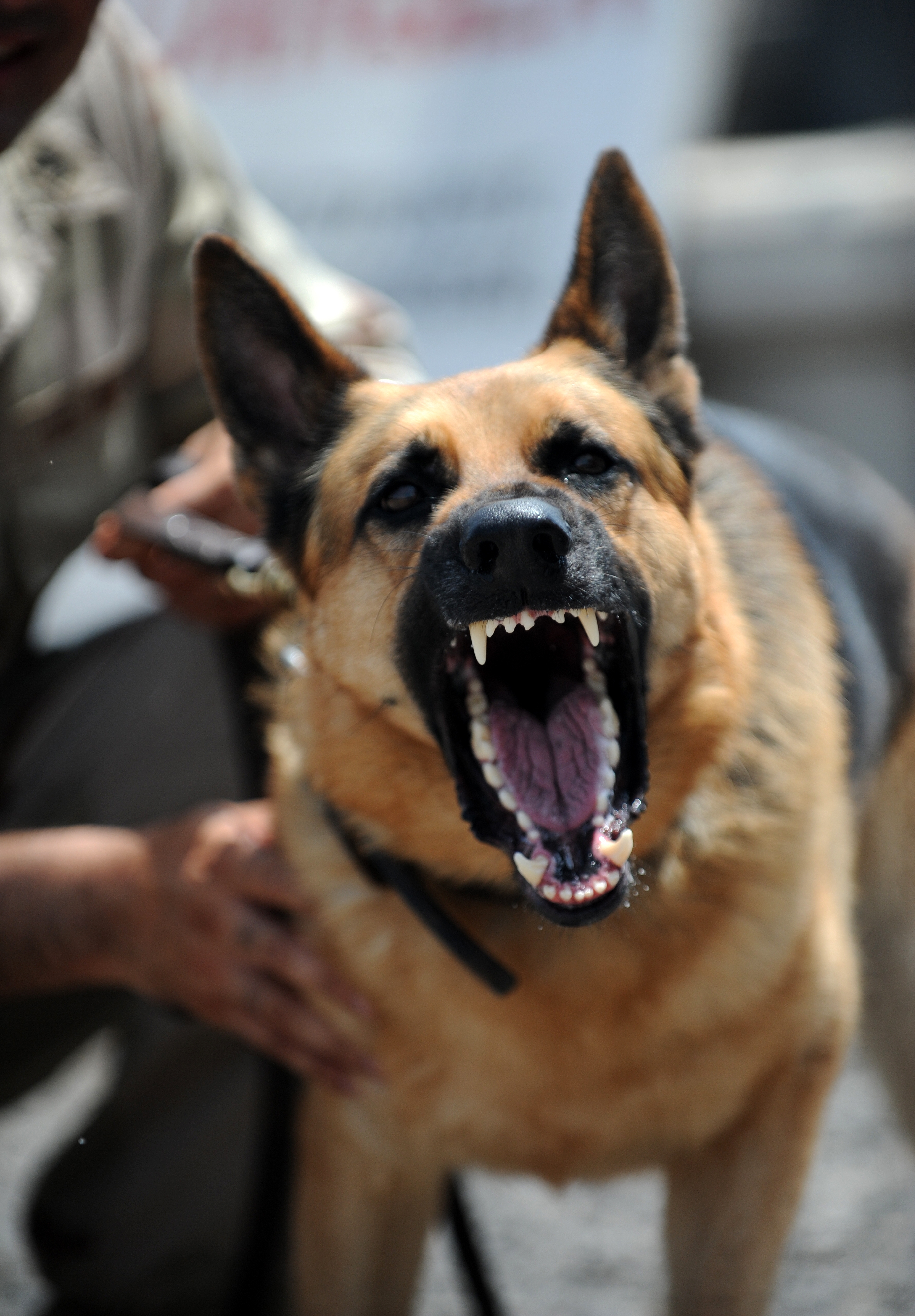
Một con chó nghiệp vụ của quân đội Mỹ, với chế độ huấn luyện bài bản, chuyên nghiệp, những con chó nghiệp vụ thuần thục có thể khống chế đối tượng ngay cú bổ nhào đầu tiên.

Chó nghiệp vụ là những con chó được tuyển chọn, huấn luyện để làm những nhiệm vụ được chỉ bảo, kể cả dùng trong nhiệm vụ an ninh, quốc phòng và trong lĩnh vực dân sự. Đây chính là là các giống chó được đào tạo, huấn luyện, lai giống để phục vụ cho các hoạt động nghiệp vụ của con người đặc biệt là trong lực lượng cảnh sát (cảnh khuyển) và trong chiến tranh. Loại chó nghiệp vụ được biết đến nhiều nhất là chó béc-giê Đức.
Trải qua rất nhiều năm, những con chó đã trở thành người bạn thân thiết và trung thành bậc nhất trên nhiều mặt trận khác nhau. Kể từ khi các cuộc chiến chưa có mặt thuốc súng và máy móc cho đến thời kì chiến tranh hiện đại bây giờ, những con chó vẫn là những anh hùng cống hiến hết mình cho những người chủ đã huấn luyện. Đã có những chuyên án nguy hiểm những con chó biên phòng đã hy sinh để bảo vệ đồng đội. Việc chăm sóc huấn luyện chó nghiệp vụ rất kỳ công

## Lịch sử
Chó nghiệp vụ có lịch sử ra đời lâu dài từ thời cổ cho đến nay. Chó đóng một vai trò rất lớn trong chiến tranh. Chúng là những chiến binh giúp đỡ rất hữu ích và trung thành trong chiến trường. Thời điểm những chú chó bắt đầu xuất hiện trong những cuộc chiến tranh gần như đồng thời với khi chiến tranh ra đời. Những giống chó lớn đóng vai trò như lính chiến đấu trên chiến trường và là lính gác phòng thủ cho tất cả mọi người từ người Ai Cập cho tới thổ dân Mỹ. Nhiều nơi, chúng được xem như một người lính thực thụ và đôi lúc còn được mặc áo giáp ra trận. Ngày nay, Trong một quân đội hiện đại chó không còn chọc thủng vòng vây của kẻ thù và không lao mình vào xe tăng nữa, nhưng nhiều đơn vị sẽ không thể hoàn thành nhiệm vụ nếu thiếu những đôi mắt tinh tường và khứu giác tốt của những chú chó, nhất là các đơn vị biên phòng.

### Thời cổ
Thời điểm những chú chó bắt đầu xuất hiện trong những cuộc chiến tranh gần như đồng thời với khi chiến tranh ra đời. Chúng được huấn luyện để đảm nhận nhiều nhiệm vụ như canh gác, trinh sát hay truy tìm dấu vết. Trong thời gian này, chó được mặc áo giáp bằng thép và tham gia vào chiến trường như một đội quân tấn công mạnh mẽ. Ngoài ra, chó cũng là phương tiện để các đội quân liên lạc, trao đổi thông tin với nhau. Thậm chí, chó còn có nhiệm vụ hạ gục bộ binh hoặc kị binh bằng những cú cắn mạnh mẽ vào chân đối phương. Từ thời xa xưa, những chú chó được bắt đầu được đưa vào chiến trường bởi người Ai Cập, Hi Lạp, Ba Tư và La Mã. Trong đó giống chó Canis Molossus (chó ngao) của người La Mã được biết đến như loài chó mạnh nhất trên chiến trường.
Trong lịch sử người Hy Lạp cổ đại thì chó từng là những chiến binh đầy sức mạnh trên chiến trường. Trong thế kỷ thứ VII TCN, một thành bang của Hy Lạp là Magnesia đã bổ sung vào quân đội của họ những chú chó kích thước lớn, có thể nặng tới 113 kg còn gọi là chó ngao. Với sự hung dữ của mình, những chiến binh chó sẽ đóng vai trò tiên phong tấn công làm rối loạn đội hình của quân địch giúp các binh sĩ theo sau tận dụng sự hỗn loạn để có thể dễ dàng đánh bại kẻ thù. Vào thời điểm đó chúng đã được đối đãi công bằng như bao người lính khác, thậm chí còn được trang bị áo giáp gai để bảo vệ cơ thể trong các trận chiến. Sau này, người La Mã đã trang bị các cổ áo nhọn và áo giáp cho một số con chó của họ.
Sau này khi người Tây Ban Nha chinh phạt châu Mỹ, họ cũng dùng những con chó tấn công các chiến binh bản địa khiến người da đỏ rất hoang mang và hoảng sợ. Những kẻ xâm lược Tây Ban Nha cũng điều động các con chó chiến bọc giáp trong cuộc chinh phạt Nam Mỹ vào những năm 1500. Nhiều phe phái và các quốc gia châu Âu đã dùng chó chiến trong các cuộc xung đột thời cổ đại và suốt thời Trung cổ, nhưng các cuộc chiến tranh hiện đại hơn làm giảm vai trò của loài động vật này trên chiến trường thành làm sứ giả truyền tin, theo dõi, trinh sát và lính gác.
Tại Việt Nam, đội quân chó đầu tiên được huấn luyện vào chiến tranh chống quân đô hộ Minh, bởi Nguyễn Xí.

### Thời hiện đại

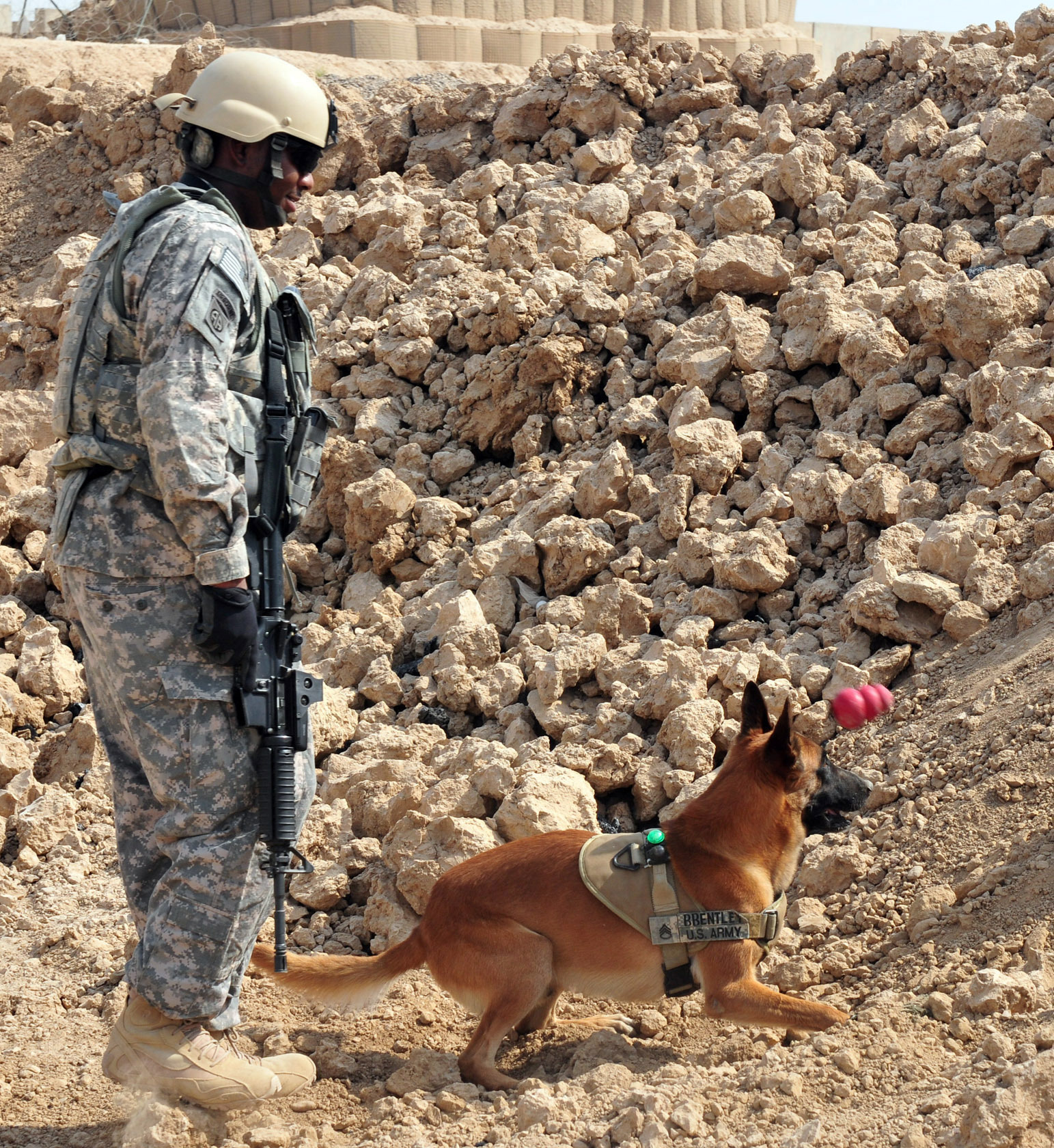
Chó nghiệp vụ của quân đội Mỹ

Tuy nhiên, khi thời gian trôi qua, những cuộc chiến cũng thay đổi về hình thái. Do đó, chó nghiệp vụ cũng được huấn luyện theo nhiều cách khác nhau để đảm nhận những nhiệm vụ mới trong chiến tranh hiện đại. Bên cạnh các vũ khí, trang thiết bị hiện đại, chó nghiệp vụ người bạn gần gũi, trung thành và cần thiết nhất với các binh sĩ trên chiến trường. Ngày nay, chó nghiệp vụ là một phần không thể thiếu đối với các lực lượng vũ trang, chiến đấu trên mọi mặt trận cùng các binh sĩ.
Đến cuộc nội chiến Mỹ thế kỷ 19, chó đã có nhiều nhiệm vụ hơn như canh gác, trinh sát, truyền thông tin. Hình ảnh chó Bun Mỹ còn được người Mỹ dùng trong các poster kêu gọi nhập ngũ. Trong chiến tranh hiện đại, quân Mỹ đã sử dụng rất nhiều chó nghiệp vụ trong các cuộc chiến của mình. Hiện nay, có hàng ngàn con chó đang làm nhiệm vụ tại Iraq và Afghanistan, sát cánh cùng với các lực lượng quân đội để truy tìm kẻ địch của Mỹ. Chó đã giúp đỡ binh lính rất nhiều trong những vụ phát hiện dấu hiệu tấn công khủng bố, đặc biệt là phát hiện đánh bom tự sát. 
Với vị trí vai trò như vậy, từ năm 1998, Bộ Quốc phòng Mỹ cho thành lập một cơ sở để chuyên phát triển chó con phục vụ cho mục đích quân sự. Tại đây người ta nhân giống chó con và chăm sóc cho đến khi được 8 đến 10 tuần tuổi sẽ bắt đầu đưa đi tuyển chọn.
Ở Nga, người đầu tiên ký một văn bản chính thức về việc sử dụng chó cho các đồn biên phòng chính là Nga Hoàng Alksandr Đệ tam. Trong Chiến tranh thế giới lần thứ nhất tất cả các bên tham chiến đều sử dụng chó làm các nhiệm vụ như cứu thương, liên lạc và cảnh giới. Các chú chó Kavka Ovcharka (chó chăn cừu) và Rottweiler (giống chó Đức) khi đánh hơi thấy kẻ địch đang đến gần lập tức sủa báo động. Quân đội Áo-Hung và Quân đội Đức là những quân đội sử dụng chó sớm nhất và nhiều nhất. Và cũng ở Nga, Trung tâm huấn luyện chó nghiệp vụ tại Quân khu phía Tây của Nga được thành lập từ năm 1942 để đào tạo ra các chú chó nghiệp vụ phục vụ cho chiến tranh. Đây là lực lượng duy nhất ở Nga chịu trách nhiệm đào tạo chó nghiệp vụ cho các đơn vị vũ trang Nga.
Trong cuộc Chiến tranh Vệ quốc Vĩ đại, Hồng quân Liên Xô đã thành lập gần 170 trung đoàn và tiểu đoàn huấn luyện và sử dụng chó chiến đấu. Hơn 500.000 con chó đã tham gia các hoạt động tác chiến trong suốt cuộc chiến tranh. Các chú chó cứu thương và vận tải đã chuyển đến các trận địa gần 3.500 tấn đạn dược, đưa được 700.000 binh sĩ bị thương nặng rời khỏi trận địa về tuyến sau. Các chú chó công binh đã phát hiện được gần 1 triệu quả mìn, bộc phá và các loại chất nổ khác. Chó liên lạc đã chuyển được 120.000 bản báo cáo, giúp rải gần 8.000 km đường dây diện thoại để nối lại liên lạc. Các chú chó diệt tăng đã phá hủy hơn 1.300 xe tăng, xe thiết giáp số những chú chó cảm tử bị thiệt mạng nhiều hơn số tăng bị diệt nhiều lần.
Ở Việt Nam, đối với lực lượng Bộ đội Biên phòng Việt Nam, chó nghiệp vụ được xem là vũ khí trang bị nhóm 1, Đây là vũ khí sống được biên chế vào lực lượng với những nhiệm vụ cụ thể, phổ biến là chó chiến đấu, chó phát hiện ma túy, chó tìm kiếm chất nổ, chó cứu hộ cứu nạn và đặc biệt là chó tuần tra vùng biên giới. Lịch sử ra đời của nghề huấn luyện chó nghiệp vụ ở Việt Nam bắt đầu từ cuối năm 1959, do một chuyên gia Liên Xô trực tiếp giảng dạy. Từ đó, nhiều trung tâm huấn luyện chó đã ra đời như Trường huấn luyện của bộ đội biên phòng ở Sơn Tây, các trung tâm huấn luyện chó ở Sóc Sơn, Gia Lâm và Thành phố Hồ Chí Minh.

## Giống chó
Đặc điểm của loài chó là có bản năng trung thành (khuyển mã chí tình), chó không chê chủ nghèo, không rời chủ lúc lâm nạn. Là loài động vật có hệ thần kinh cao cấp nên chó không chỉ trung thành mà còn là loài vật thông minh, rất dễ huấn luyện. Thính giác, khứu giác và thị giác là 3 cơ quan đặc biệt phát triển ở chó. Chúng có khả năng nhận biết, phân biệt được gấp nhiều lần con người các tác nhân không rõ rệt từ bên ngoài thông qua các giác quan này.
Ngoài việc có thể phát hiện tiếng động cách xa hàng trăm mét, chúng còn có thể nghe được sóng siêu âm, là âm thanh có tần số cao, con người không nghe được. Khứu giác của loài chó cho phép phát hiện và phân biệt trên 3.000 mùi, hơi khác nhau với mật độ chỉ cần một phần tỷ. Thị giác của chó có thể phát hiện được ánh sáng hồng ngoại nên có thể di chuyển dễ dàng trong đêm tối.
Ngoài các giống chó của Đức và Bỉ là phổ biến nhất trong các đơn vị chó nghiệp vụ thì cũng có một số loài khác được đưa vào huấn luyện và phục vụ. Có thể kể đến như chó chăn cừu Hà Lan, chó Doberman Pinschers, chó Giant Schnauzers, chó Pit Bull Mỹ. Ngoài ra những giống chó như Béc-giê Đức, Béc-giê Bỉ, Nga, Rottweiler đều là những giống chó có khả năng bảo vệ, trấn áp tội phạm cao, dễ huấn luyện. giống chó Côn Minh (Trung Quốc) là loại chó nghiệp vụ chủ lực của công an và quân đội Trung Quốc với đặc tính, thông minh dễ dạy và đa năng như Béc giê Đức, thích nghi với môi trường thời tiết khó khăn. Chó nghiệp vụ biên phòng chủ yếu là giống chó béc giê, Riêng với chó chiến đấu, mỗi con trưởng thành có thể nặng hơn 35 kg và cao hơn 70 cm, có thể khống chế đối tượng ngay cú bổ nhào đầu tiên.

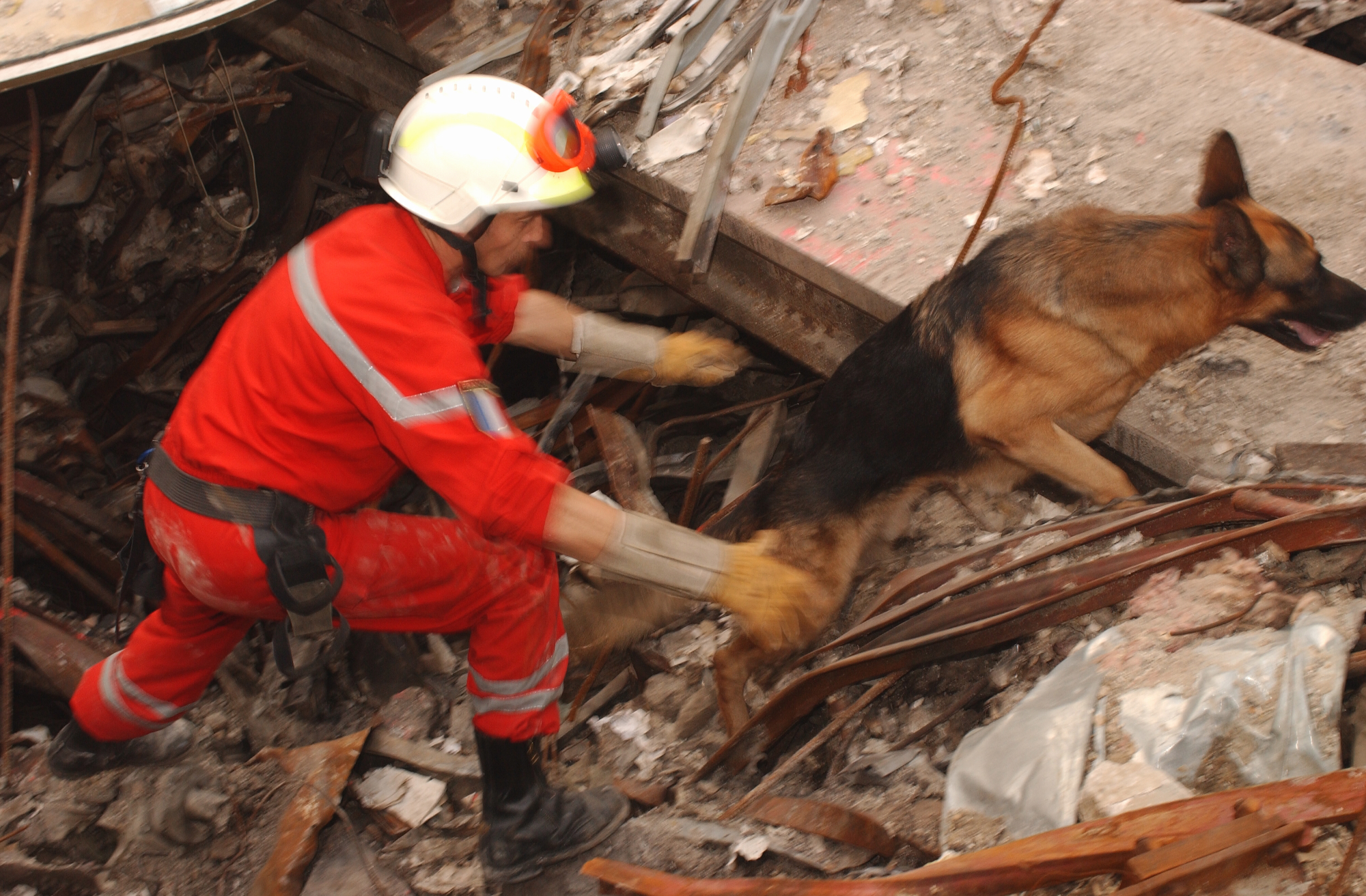
Chó tìm kiếm người bị nạn sau vụ sập Trung tâm Thương mại Thế giới, 11 tháng 9 năm 2001

Chó chăn cừu Đức rất được ưa chuộng sử dụng làm chó nghiệp vu. Chúng rất có tiếng trong ngành cảnh sát, sử dụng để lần theo dấu tội phạm, tuần tra các khu vực mất an ninh, phát hiện và kiềm chế tội phạm. Thêm vào đó, hàng ngàn chó chăn cừu Đức được sử dụng bởi quân đội. Chúng thường được sử dụng để trinh sát, cảnh báo cho binh lính khi kẻ địch xuất hiện hay có mìn bẫy hoặc các hiểm nguy khác. Chó chăn cừu Đức cũng được huấn luyện để tham gia nhảy dù từ máy bay. Chó chăn cừu Đức là một trong các giống chó hay được sử dụng nhất trong các hoạt động đánh hơi. Các nhiệm vụ này bao gồm tìm kiếm và cứu hộ, tìm kiếm xác chết, ma túy, thuốc nổ, chất gây cháy, và nhiều nhiệm vụ khác. Chúng rất thích hợp cho nhiệm vụ này, vì khả năng đánh hơi nhạy bén và làm việc tập trung bất kể những gì dễ gây sao nhãng xảy ra xung quanh.
Có thời gian chỉ có chó chăn cừu Đức được chọn làm chó dẫn đường cho người mù. Trong những năm gần đây, chó Labrador và Golden Retrievers được dùng nhiều cho nhiệm vụ này, mặc dù người ta vẫn huấn luyện chó chăn cừu Đức. Vốn là một giống chó linh hoạt thông minh, chúng có khả năng xuất sắc trong nhiệm vụ này, nhờ có tinh thần trách nhiệm, thần kinh vững vàng, tinh thần dũng cảm và lòng gắn bó với chủ nhân. Chó chăn cừu Đức thường được sử dụng để chăn dắt cừu tại các đồng cỏ gần vườn tược và đồng ruộng. Chúng được sử dụng để ngăn cừu vượt ranh giới và phá hoại hoa màu. Tại Đức và những nơi khác, kỹ năng này được kiểm tra trong các bài thi chó được biết đến với tên gọi HGH (Herdengebrauchshund).

## Huấn luyện

### Phương pháp

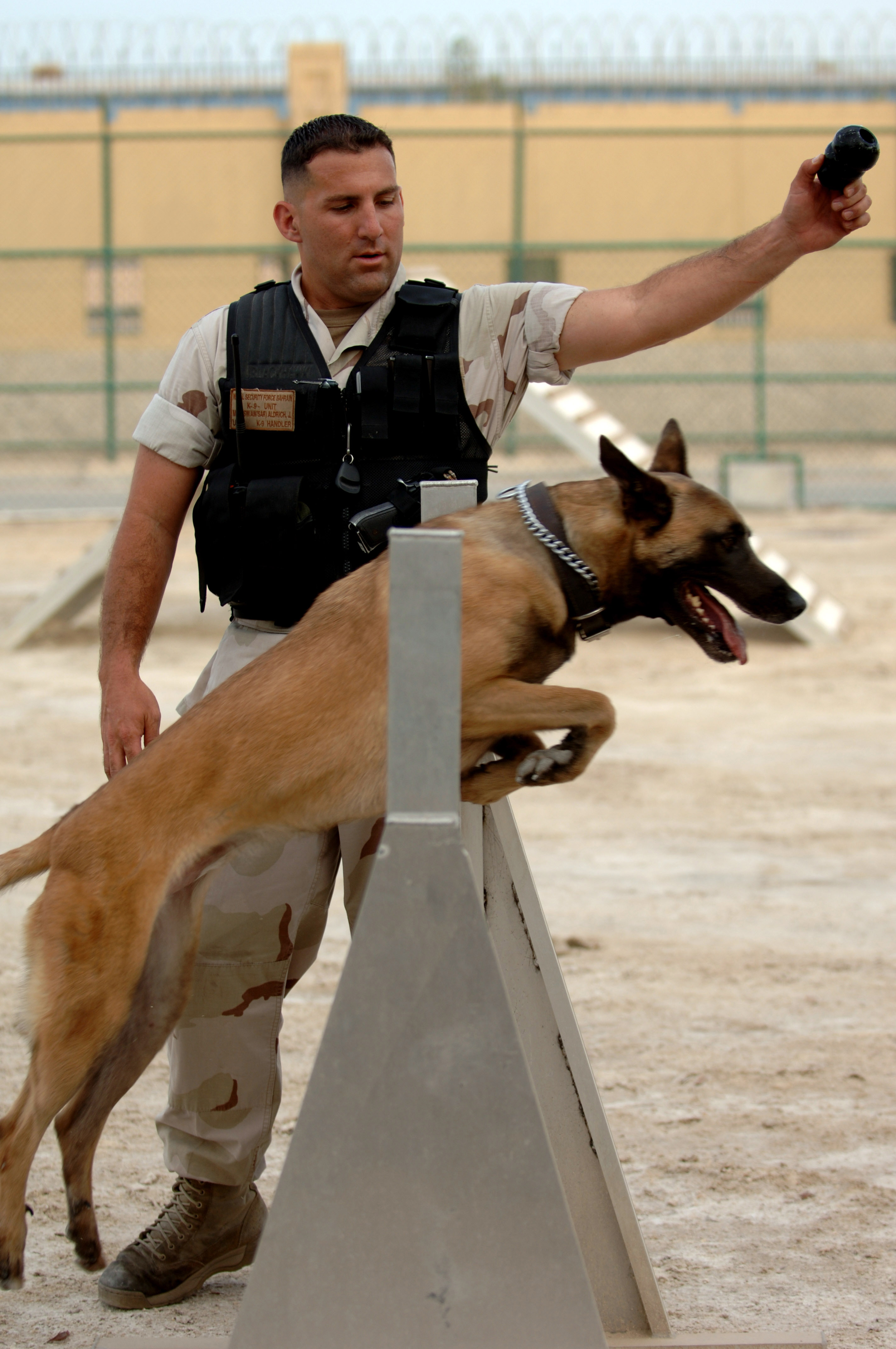
Một con chó đang được huấn luyện nghiệp vụ

Huấn luyện chó nghiệp vụ phải là một công việc hết sức phức tạp và đòi hỏi quá trình lâu dài. Huấn luyện chó nghiệp vụ phải đi từ dễ đến khó, từ đơn giản đến phức tạp và phải có tình yêu thực sự đối với động vật vì chó không có tư duy như người. Các phản xạ đều có điều kiện. Tập dần cho chó các bài tập từ thấp đến cao. Như tập phục kích ban đầu chỉ hơn chục phút, rồi tăng dần lên một tiếng và đến cả chục tiếng.
Từ khâu chọn giống, chọn chó đến đào tạo, huấn luyện đòi hỏi sự công phu, tỉ mỉ và bài bản. Chó đảm bảo từ chiều cao, cân nặng, thể lực, thần kinh ổn định đến cả màu sắc. Chó được huấn luyện tính kỷ luật, đến các chuyên ngành phục kích, xác định nguồn hơi, cắn bắt đối tượng. Chó nghiệp vụ chiến đấu phải chịu đựng mọi loại thời tiết, kích thích bên ngoài. Đặc biệt, không được phát tiếng kêu, rên rỉ trong cả chục tiếng đồng hồ, sức khỏe luôn được nâng cao bằng mỗi bài tập chạy từ 2–4 km.
Sử dụng kết hợp 4 phương pháp đó là khuyến khích, cưỡng chế, kết hợp khuyến khích cưỡng chế và phương pháp bắt chước. Tuy nhiên cũng tuỳ theo loại chó mà áp dụng phương pháp và mức độ khác nhau. Độ tuổi để huấn luyện chó cũng là điều khá quan trọng, thông thường giai đoạn nhận thức cao nhất của chó là từ 4-7 tháng tuổi, đây cũng chính là giai đoạn hình thành nên những thói quen của chúng. Mức độ luyện tập sẽ tăng dần từ dễ đến khó, từ đơn giản đến phức tạp.
Được đầu tư, chăm sóc kỹ càng nên tính kỷ luật của chó nghiệp vụ rất cao, gần như tuyệt đối, nhất cử nhất động của chúng đều tuân thủ theo lệnh, khi chưa có lệnh, chó nghiệp vụ không bao giờ ra đòn. Sau ít nhất ba tháng huấn luyện, những chú chó con có xuất thân từ những giống chó khủng sẽ trở thành những chú chó nghiệp vụ để thực hiện nhiệm vụ của mình và tất nhiên, giá cả của những chú chó này đắt. Tuy nhiên, Chó nghiệp vụ thì phải được huấn luyện thường xuyên, đưa về nhà một thời gian, chú chó có thể sẽ quên những động tác đã được học.

### Các nước
Ở Nga, mỗi chú chó sẽ được 1 huấn luyện viên trực tiếp chỉ dạy và kèm cặp. Chúng được tập luyện rất nghiêm ngặt dưới sự chăm sóc đặc biệt của đặc nhiệm chịu trách nhiệm nó. Chúng được huấn luyện leo thang, ngửi hơi dò tìm đối tượng, bắt kẻ trộm, cả những nhiệm vụ quân sự quan trọng như tìm kiếm và vô hiệu hóa mìn, vận chuyển người bị thương trong chiến trường, mang đạn dược cho tiền tuyến. Cả chó và người huấn luyện đều phải học cách chiến đấu cơ bản và học làm bác sĩ thú y, cách ngăn ngừa, chăm sóc cũng như cấp cứu một vài bệnh thường gặp. Sau một thời gian, chúng sẽ phải trải qua một kì thi sát hạch. Nếu vượt qua, chúng sẽ được đưa vào phục vụ cho quân đội.

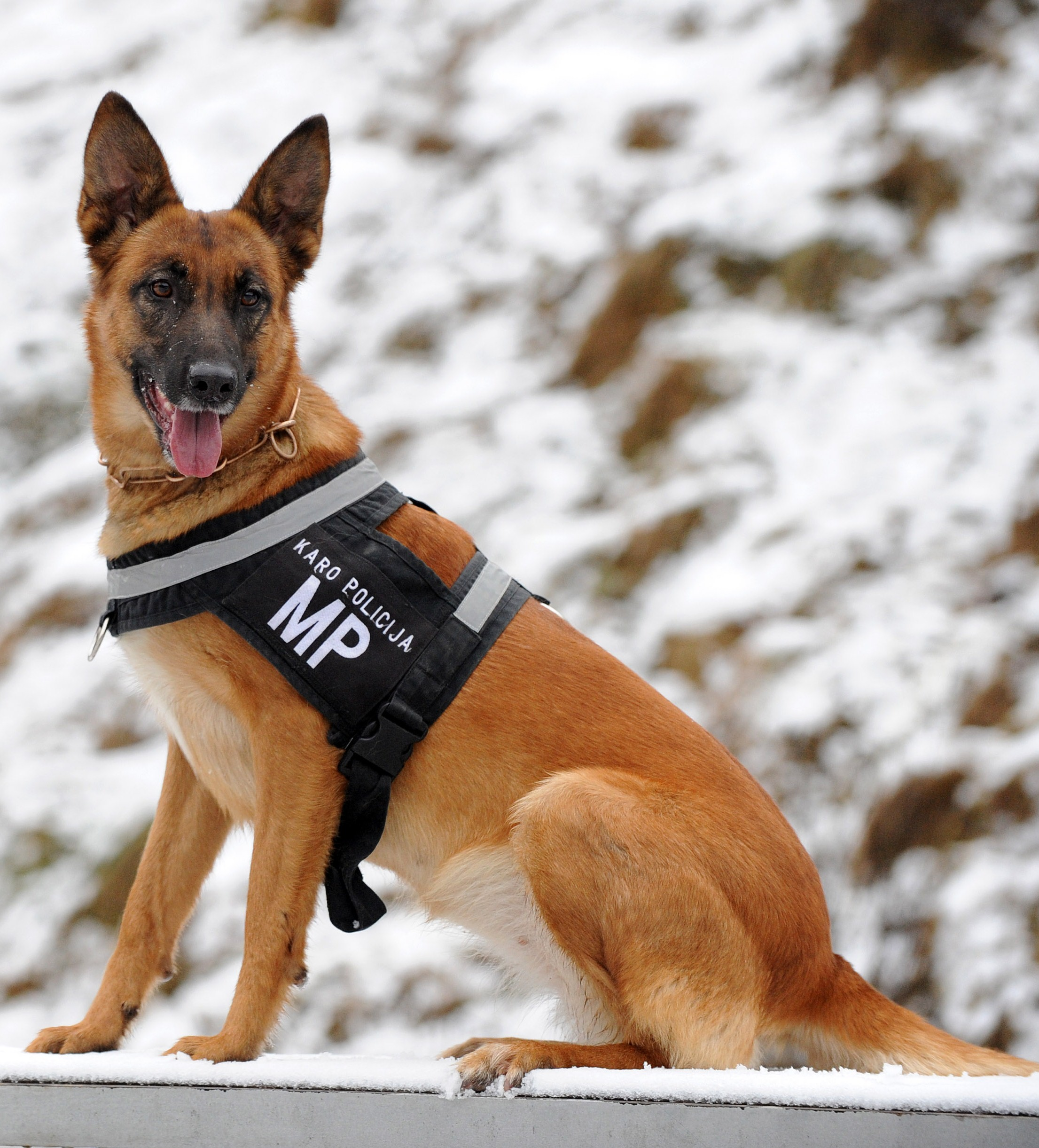
Một con chó nghiệp vụ thuộc giống Chó chăn cừu Đức trong biên chế của quân đội Litva

Ở Mỹ, Khi đã được chọn, chó sẽ được đưa vào trường đào tạo và được các huấn luyện viên chuyên nghiệp dạy dỗ. Đầu tiên người ta dạy cho chó biết vâng lời. Những huấn luyện viên tập cho chó thói quen biết nghe lời bằng nhiều kỹ năng, thậm chí là khen ngợi. Sau khóa học vâng lời là bài học tuần tra. Bản năng của chó là theo đuổi và cắn những gì nó cho là xấu. Một chú chó được xem là qua được bài tập tuần tra khi tốt nghiệp các yêu cầu về đánh hơi. Họ cũng phải dạy cho chó kỹ năng phát hiện chất nổ, chất ma túy. Sau một khóa đào tạo, các chú chó sẽ được tổ chức một kỳ thi sát hạch. Người ta sẽ cho chó tìm kiếm tất cả các mùi qua một kịch bản diễn tập. Nếu chú chó nào vượt qua cuộc thi này, nó sẽ được gia nhập đội quân chó làm việc chính thức. Chó nghiệp vụ bảo vệ tổng thống Mỹ có thể chạy với tốc độ 40–50 km/h.
Ở Campuchia, người ta còn huấn luyện chó để dò mìn, Trong quá trình huấn luyện, những con chó dò mìn được huấn luyện cùng với những quả mìn thật. Theo đó, trên một diện tích nhất định, các nhân viên sẽ giăng một sợi dây. Con chó sẽ đánh hơi tìm mìn từ đầu đến cuối. Sau đó, hai đầu sợi dây được dịch chuyển thêm mỗi lần khoảng 40 cm để mở rộng phạm vi tìm kiếm. Cứ theo quy trình như thế, nó sẽ dò tìm cho đến khi nào đánh hơi được quả mìn. Quả mìn được chôn sâu khoảng 30 cm dưới lòng đất. Giai đoạn huấn luyện cuối cùng trước khi kiểm tra thường diễn ra trong 4 tháng. Sau đó, những con chó sẽ trải qua một cuộc kiểm tra khắt khe để được công nhận là chó dò mìn chuyên nghiệp.
Trong 4 tháng tập luyện thì ba tháng đầu, những con chó được huấn luyện với một loại đồ chơi có tên là Kong. Sau đó, chúng phải học cách dò tìm một mảnh nhỏ của nó có chứa một ít mùi thuốc nổ. Bằng cách huấn luyện này, các nhân viên sẽ nâng cao dần khả năng dò chất nổ của những chú chó. Sau khi hoàn tất các bài tập dò tìm mảnh đồ chơi, những chú chó được chuyển sang gia đoạn huấn luyện cao hơn. Theo đó, thuốc nổ, lá cây khô, đất và cả những mẫu thuốc lá được bỏ vào trong những cái lon bằng kim loại khác nhau và chó dò mìn phải đánh hơi tìm cho được lon nào chứa chất nổ.

### Chế độ ăn
Chế độ chăm sóc, nuôi dưỡng chó được thực hiện nghiêm túc từ việc vệ sinh chuồng trại phải thoáng mát đến việc tắm, trải lông, kiểm tra cân nặng, kiểm tra sức khoẻ phòng bệnh định kỳ, tiêm chủng vắc-xin, chế độ ăn. Đây là quy trình khép kín kể cả đối với việc nuôi tập trung cũng như nuôi phân tán. Việc cho chó ăn cũng phải tuân thủ nghiêm ngặt theo tiêu chuẩn, nếu cho ăn nhiều quá, chó sẽ phì ra gây khó khăn trong việc huấn luyện, còn nếu cho ăn ít quá thì chó sẽ không đủ sức. Từng món ăn, bữa ăn phải đảm bảo đủ lượng calo và được quy định chặt chẽ, chia theo từng bữa ăn cụ thể. Để nuôi được các loài chó này, thức ăn và suất ăn cũng phải được đảm bảo chất lượng và số lượng. Chó được ăn theo chế độ đặc biệt.
Chế độ ăn của chó rất khác nhau, tuỳ theo từng độ tuổi, gồm đầy đủ gạo tẻ, rau xanh, gan lợn, trứng vịt lộn, sữa, cá và một số vitamin B, C, dầu cá, khoáng vi lượng. Các loại thức ăn này đều được chế biến cẩn thận, được chia đều vào bốn bữa ăn trong ngày. Riêng tiêu chuẩn một ngày ăn của một con chó ở Việt Nam khoảng 100 nghìn đồng, những loài khác cũng phải đến 50 ngàn/ngày, trong đó đầy đủ các món như cơm, cá thịt, rau, trứng và sữa, ở nhiều nơi cho chó ăn gồm các loại: gan, phổi, tim cật heo, bò, trứng vịt lộn nấu thành cháo. Mỗi ngày đàn chó ăn hai bữa vào buổi trưa và chiều. Với chế độ ăn uống và huấn luyện có tiêu chuẩn, nhiều con chó đã vượt con người về cân nặng. Thậm chí, trong lúc những chú chó ăn, các học viên luôn bên cạnh vuốt ve, vỗ về âu yếm, gọi tên chó, bóp cháo, khuấy cháo, nhặt xương trong chậu thức ăn.

## Các hình thức

### Cảnh khuyển

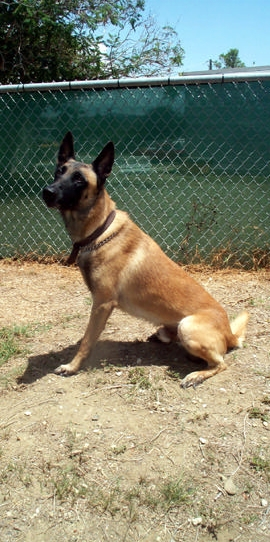
Một con chó thuộc biên chế K9

Nhân viên an ninh, cảnh sát, lực lượng cứu hộ trong thành phố cũng có chó nghiệp vụ. Đơn vị của những cảnh khuyển này thường được gọi là K-9. Loài chó hoạt động trong các đơn vị cảnh sát thường là Shepherd của Đức. Tuy nhiên, giống Chó Malinois của Bỉ đang trở nên phổ biến hơn.
Trong lúc làm việc, lính K-9 được trang bị áo giáp đồng phục, phù hiệu và mã số như những nhân viên an ninh thực sự. Ở nhiều nước, hành động tấn công, giết chó nghiệp vụ được xem là trọng tội tương tự như tấn công người thi hành công vụ và sẽ bị xử lý nghiêm khắc. Lính K-9 hi sinh trong khi đang làm nhiệm vụ sẽ được an táng theo đúng các thủ tục và nghi lễ của đơn vị mà nó đang phục vụ.

### Dịch vụ
Ở góc độ xã hội dân sự, những năm trở lại đây, nhiều nước trong đó có Việt Nam thường xuyên những vụ trộm, giết người cướp của đặc biệt là cướp tiệm vàng xảy ra liên tục. Việc tăng cường an ninh cho gia đình và cửa hàng một chú chó nghiệp vụ là một phương án được nhiều người lựa chọn. Ngoài ra còn có phong trào mua chó đắt tiền rồi đưa vào trung tâm huấn luyện thành chó nghiệp vụ đang là một thú chơi mới.
Những chú chó nghiệp vụ đóng vai trò chủ chốt, Chó nghiệp vụ săn chuột ở Việt Nam thuộc giống chó cỏ nhưng phải qua đào tạo nhiều tháng thì mới hình thành kỹ năng săn chuột. Để huấn luyện một chú chó thành thục đi bắt chuột cũng phải mất hai năm. chó có nhiệm vụ đi khảo sát, nắm tình hình, đánh hơi chuột từ các miệng hang nhan nhản ngoài đồng. Phát hiện ra mục tiêu, chúng khịt khịt mũi hoặc sủa lên để gọi chủ tới. Hai chân trước của chúng bới mạnh vào hang chuột. Nếu chuột chạy ra ngay, chó lập tức đuổi theo và tóm gọn.